# Аглетдинов, Файзулла Хазиевич
Файзулла́ Хази́евич Аглетди́нов (2 [15] марта 1915 — 29 октября 1988) — участник боёв у озера Хасан и Великой Отечественной войны, в годы Великой Отечественной войны — помощник командира взвода 955-го стрелкового полка 309-й стрелковой дивизии 40-й армии Воронежского фронта, Герой Советского Союза (1943), сержант.

## Биография
Родился 2 (15) марта 1915 года в деревне Сасыкуль (ныне село Буляк Азнакаевского района Республики Татарстан). Татарин.
Детство его прошло в соседнем селе Сарлы. Здесь он окончил среднюю школу, вступил в комсомол. В Красной Армии в 1936—1938 годах. Участник боёв с японскими милитаристами у озера Хасан в 1938 году. Отслужив срочную, окончил педагогическое училище. Работал в колхозе «Ик», где познакомился со своей женой Хазарой Гайсиной из соседней деревни Урманаево. В 1939 году Аглетдиновы уехали в Узбекистан.
В 1939—1941 годах работал учителем в узбекском городе Маргелан, в 1941—1942 годах — бригадиром Нижне-Троицкой суконной фабрики в Туймазинском районе Башкирии.
В Красную Армию призван вновь в 1942 году Туймазинским райвоенкоматом Башкирской АССР. Член ВКП(б)/КПСС с 1944 года.
В ночь с 21 на 22 сентября 1943 года сержант Аглетдинов Ф. Х. выполнял задание командования по разведыванию плацдарма на правом берегу реки Днепр, южнее Киева. Под ураганным огнём он первым с группой стрелков переправился на правый берег и сразу повёл своих подчиненных в наступление против численно превосходящих сил противника. Увлекая личным примером, первым бросился в траншеи врага и уничтожил гранатами станковый пулемёт вместе с расчётом, 18 немецких солдат и 3-х офицеров. В результате решительного натиска группы смельчаков враг был выбит из траншеи. К утру противник предпринял три контратаки, которые были отбиты с большими для него потерями. Сам Аглетдинов при отражении контратак врага в рукопашной схватке лично уничтожил 12 гитлеровцев и, будучи раненым, продолжал командовать своим подразделением до прихода основных сил.
Звание Героя Советского Союза с вручением ордена Ленина и медали «Золотая Звезда» (№ 1998) Файзулле Хазиевичу Аглетдинову присвоено Указом Президиума Верховного Совета СССР от 23 октября 1943 года.
После лечения в госпитале, в октябре 1944 года Ф. X. Аглетдинов демобилизован. Окончил областную партшколу. Работал инструктором Туймазинского райкома КПСС, заместителем начальника по политчасти Туймазинской городской пожарной охраны, в системе бытового обслуживания Туймазинского района. Умер 29 октября 1988 года, похоронен в городе Туймазы в Башкортостане.

## Награды
- Медаль «Золотая Звезда» Героя Советского Союза (23.10.1943)[1]
- Орден Ленина
- Орден Отечественной войны I степени (06.04.1985)[2]
- Медали.

## Память
- Именем Героя названа улица в селе Бакалы (Башкортостан).